# Floralia
Floralia (Ludi Florales) – rzymskie święto ku czci bogini Flory obchodzone od 28 kwietnia do 3 maja.
Podczas obchodów tego święta ustanowionego w 241 roku p.n.e. uczestnicy przystrajali się kwiatami. Nazywano je świętem młodości jako kojarzone ze świętowaniem miłości i wiosny. Połączone było z przedstawieniami scenicznymi i z odbywającymi się w cyrku igrzyskami, w których brały udział również kurtyzany. Towarzyszyły temu zabawy ludowe nacechowane dużą swobodą obyczajową.